# Spirocamallanus wrighti
Spirocamallanus wrighti är en rundmaskart som först beskrevs av Pereira 1935.  Spirocamallanus wrighti ingår i släktet Spirocamallanus och familjen Camallanidae. Inga underarter finns listade i Catalogue of Life.